# Josefa Castelar
Josefa Castelar es la protagonista de una historia que la define como heroína de la ciudad de Huamantla en Tlaxcala por su participación en la Intervención estadounidense en México que se dio entre 1846 y 1848. Es un caso de mujeres cuya extraordinaria actuación no está históricamente documentada por sus contemporáneos, pero encuentran un lugar en la mitología popular y, en ocasiones, gubernamental.

## Biografía
Se sitúa el nacimiento de Josefa Castelar (1827-n.d.) en Huamantla, Tlaxcala en México. La leyenda dice que lleva el apellido del platero Francisco Castelar, quien la adoptó tiempo después de que sus padres biológicos murieron, dejándola en la orfandad. Poco se dice de su vida, salvo que vivió muchos años en la parte alta de su ciudad natal, en la antigua calle de Arco y que trabajó como empleada doméstica con las familias más adineradas de la población.

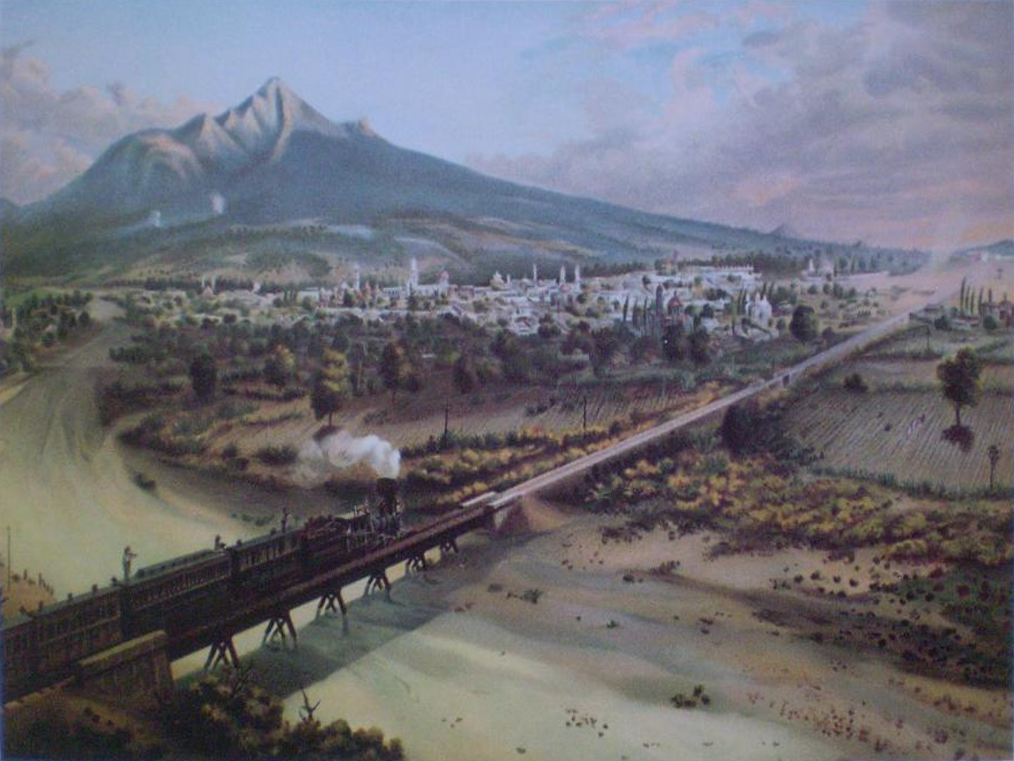
Ciudad de Huamantla vista desde el Puente San Lucas, 1877

## Contexto histórico

### Gobierno de México durante la Intervención norteamericana
Estados Unidos declaró la guerra a México el 13 de mayo de 1846, tras el enfrentamiento entre ambos países del 25 de abril. Los presidentes eran, respectivamente, James Polk y Mariano Paredes y Arrillaga, quien dejó en su lugar a Nicolás Bravo para ir a enfrentar una rebelión en Guadalajara. Ambos eran conservadores y su gobierno, la república centralista, se regía por las Siete Leyes.
El 4 de agosto José Mariano Salas se pronunció contra el gobierno y se quedó con la presidencia. En cuanto estuvo en el poder derogó las Siete Leyes, restauró la Constitución de 1824 de los liberales y convocó a elecciones en las que triunfó Antonio López de Santa Anna. Ante la situación de guerra, López de Santa Anna dejó su puesto en manos del vicepresidente Valentín Gómez Farías y se fue a combatir a los estadounidenses.
La restauración de la Constitución de 1824 provocó muchas molestias, en especial de la Ciudad de México, situación que se agudizó cuando el presidente Gómez Farías pretendió vender los bienes de la Iglesia para financiar la guerra, provocando la llamada Rebelión de los Polkos, que duró del 26 de enero al 21 de marzo de 1847. Mientras tanto, el ejército estadounidense avanzó significativamente sobre el territorio mexicano. 
Para dedicarse de lleno al combate, el 16 de septiembre de 1847 Santa Anna renunció a la presidencia de México tras la caída de la Ciudad de México ante las tropas estadounidenses ocurrida el 13 de septiembre del mismo año durante la Batalla de Chapultepec, quedando Manuel de la Peña y Peña como presidente interino. Es durante el periodo presidencial de Manuel de la Peña (septiembre 1847-noviembre 1847) cuando tuvo lugar la Batalla de Huamantla en donde Josefa Castelar realizó su acto heroico.

### Batalla de Huamantla

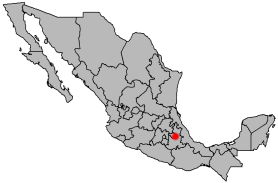
Localización de Huamantla

Durante el enfrentamiento de México contra la invasión estadounidense, Tlaxcala representó un punto estratégico para Estados Unidos ya que al invadirla en 1847 aseguraron la comunicación entre el puerto de Veracruz y la Ciudad de México.
El 9 de octubre de 1847 las tropas bajo el mando de Santa Anna dejaron Huamantla, donde estaban acuarteladas y se dirigieron al Pinal, zona media entre Puebla y Huamantla, ya que supieron que el ejército estadounidense bajo el mando del general Joseph Lane avanzaba hacia ese lugar. Al salir las tropas mexicanas dejaron su artillería resguardada por ocho hombres en la ciudad de Huamantla. Mientras tanto el general Lane envió una avanzada al mando del capitán Samuel Hamilton Walker a tomar Huamantla, sorprendiendo y derrotando la estrategia de Santa Anna.
Al enterarse de la estratagema de Lane, el general Santa Anna envió desde Puebla al capitán Eulalio Villaseñor con 35 hombres a proteger la ciudad. Sin embargo, al llegar a Huamantla se encontraron frente al caos y los saqueos del ejército estadounidense, el cual era cinco veces mayor en cuanto al número de hombres. Fue en ese momento en el que la leyenda de la heroica Josefa Castelar la hace entrar en acción. 

## Participación en la Batalla de Huamantla
Mientras se desarrollaba la lucha y los pobladores de Huamantla reforzaron al capitán Villaseñor con piedras y lo que pudieron, la Virgen de la Caridad, patrona de Huamantla, se le apareció a Josefa y le dijo que fuera a luchar por su ciudad. Ella se encontraba cocinando en su casa de la calle de Arco, tomó un trozo de carbón encendido y se dirigió hacia un cañón de guerra, lo apuntó hacia la calle de la Caridad en donde se encontraban más de cincuenta soldados estadounidenses junto con su capitán Samuel Hamilton Walker, encendió la mecha del cañón y provocó numerosas bajas que dieron una contundente ventaja a las tropas mexicanas sobre las de Estados Unidos.
Las tropas enemigas se vieron imposibilitadas para tomar el centro de la ciudad de Huamantla y huyeron hacia Puebla; el capitán Walker, célebre por inventar el primer revólver llamado Walker, murió durante la noche del 9 de octubre de 1847 antes de llegar a Nopalucan, Puebla mientras era trasladado malherido.

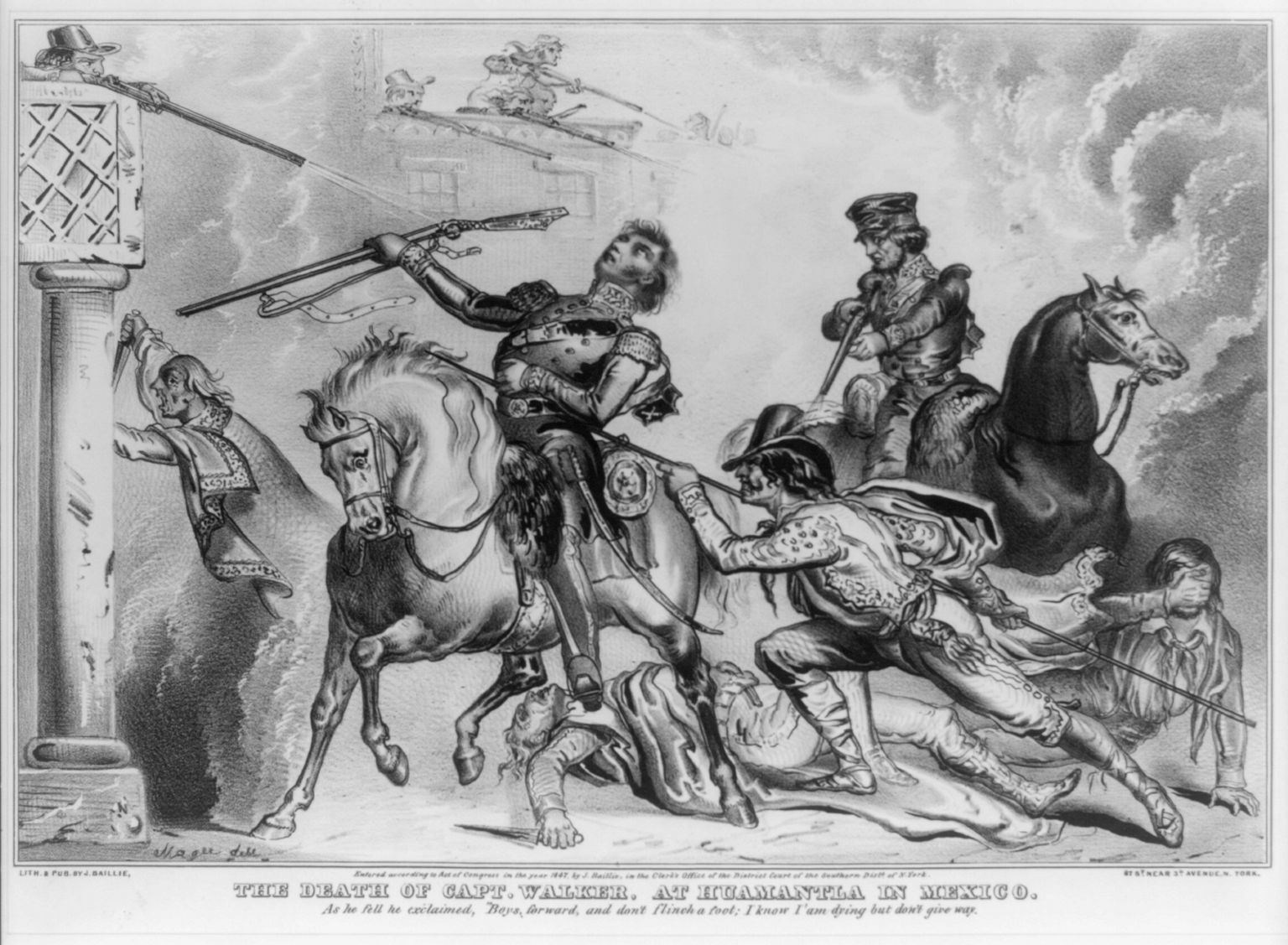
Muerte del capitán Walker en Huamantla, 1847

## Últimos días
Después de su heroica intervención en la guerra de Huamantla, Josefa Castelar se unió en matrimonio con José María Blancas. Tiempo después la pareja se mudó a la ciudad de Puebla donde tiempo después, en fecha desconocida, ella falleció.

## Reconocimientos
Leyenda o no, Josefa Castelar es llamada heroína de la ciudad de Huamantla gracias a su patriótica participación en la Batalla de Huamantla de 1847. Varias escuelas llevan el nombre de esta célebre heroína: en el centro de la ciudad de Huamantla, el Jardín de Niños Josefa Castelar ubicado en la calle Ignacio Allende y la Primaria Urbana Federal Josefa Castelar ubicada en la calle Miguel Hidalgo Norte; y en el centro de la ciudad de Tlaxcala, la escuela Preescolar Estancia Infantil Josefa Castelar. 
Además, dos calles fueron nombradas en su honor: la calle Josefa Castelar en el centro de la ciudad de Tlaxcala y otra más en San Mateo Huexoyucan, Tlaxcala. 
En el año de 1953, Huamantla fue denominada ciudad heroica gracias a su intervención en la guerra de México contra Estados Unidos.